# Ley Wetterling
Ley Wetterling (Wetterling Act en inglés) o Ley Jacob Wetterling de Registro de Delincuentes por Delitos Contra la Infancia y Sexualmente Violentos (Jacob Wetterling Crimes Against Children and Sexually Violent Offender Registration Act en inglés) es una ley de Estados Unidos que obliga a los estados a implementar un registro de delincuentes sexuales y delitos contra la infancia. Se promulgó en el marco de la Ley Federal de Control de Delitos Violentos y Fuerzas Policiales de 1994 (Federal Violent Crime Control and Law Enforcement Act of 1994 en inglés).
La Ley Wetterling obliga a los estados a crear registros de los delincuentes condenados por delitos sexuales violentos o delitos contra la infancia así como la creación de requisitos de registro rigurosos. Por otra parte, los estados deben verificar las direcciones de los delincuentes sexuales una vez al año por lo menos durante diez años, y los depredadores sexuales violentos deben ser verificados cada tres meses de forma permanente. Desde septiembre de 2007 se exige el cumplimiento a los estados, con una prórroga de dos años de esfuerzos de buena fe para logra el cumplimiento, el incumplimiento podría dar lugar a una reducción del 10% de los fondos federales de subvenciones en bloque para la justicia penal.
Bajo esta ley, los estados podían elegir difundir la información al público, pero la difusión no era obligatoria. En 1996 el Congreso de Estados Unidos enmendó la Ley Wetterling con la Ley Megan, obligando a las agencias de las fuerzas policiales a difundir públicamente el registro de delincuentes sexuales que estas fuerzas consideren relevantes para proteger a la población. También en 1996 el Congreso aprobó la Ley Pam Lyncher de Seguimiento e Identificación de Delincuentes Sexuales (Pam Lyncher Sexual Offender Tracking and Identification Act en inglés). Esta ley obliga al FBI a establecer una base de datos nacional de delincuentes sexuales para ayudar a las agencias policiales locales a realizar un seguimiento a los delincuentes sexuales a través de las fronteras estatales.
La Ley Wetterling se modificó por última vez en 1998 con la Sección 115 de las Disposiciones Generales del Título I de los Departamentos de Comercio, Justicia y Estado, del Poder Judicial y la Ley de Agencias Relacionadas con Asignaciones (CJSA). La enmienda CJSA pretende permitir una mayor discreción entre los estados para los procedimientos utilizados para ponerse en contacto con los delincuentes registrados para mantener su dirección actualizada. También la CSJA obliga a los delincuentes a registrarse en un estado distinto al suyo si estuvieran ahí para ir al colegio, y obliga a los empleados federales y militares a registrarlos en su estado de residencia.